# 紅寶石捲管螺
紅寶石捲管螺（学名：Lienardia rubida）为捲管螺科細切嘴螺屬下的一个种。